# Świadkowie Jehowy w Tuvalu
Świadkowie Jehowy w Tuvalu – społeczność wyznaniowa w Tuvalu, należąca do ogólnoświatowej wspólnoty Świadków Jehowy, licząca w 2023 roku 93 głosicieli, należących do 1 zboru. Na dorocznej uroczystości Wieczerzy Pańskiej w 2023 roku zgromadziły się 202 osoby (ok. 1,8% mieszkańców). Działalność miejscowych Świadków Jehowy koordynuje Biuro Oddziału w Suva na Fidżi.
Według spisu powszechnego ludności i mieszkań z 2017 roku spośród ponad 10,5 tys. spisanych mieszkańców przynależność do wyznania zadeklarowało 155 osób, co stanowi 1,5% populacji kraju.

## Historia
W roku 1979 na wyspę Funafuti należącą do Tuvalu zostali skierowani misjonarze, absolwenci Biblijnej Szkoły Strażnicy – Gilead – Geoffrey W. Jackson (od 2005 roku członek Ciała Kierowniczego Świadków Jehowy) wraz z żoną, Jeanette (Jenny Alcock). W tym czasie w Tuvalu działało trzech głosicieli. Pierwszymi wyznawcami w Tuvalu zostały osoby zapoznane z religią Świadków Jehowy przez Tofigę Foua w pierwszej połowie lat 80. XX wieku. Utworzyły one pierwszy zbór na atolu Funafuti, który 9 marca 1983 został oficjalnie zarejestrowany jako społeczność religijna.
Ponieważ nie był dostępny żaden słownik języka tuvalu, misjonarz Świadków Jehowy, Geoffrey W. Jackson, wspólnie z żoną zaczął go tworzyć. Słownik ten został wydany przez władze australijskie w 2001 roku jako dar dla ludności Tuvalu. W 1999 roku Jackson razem z żoną opublikował też podręcznik do gramatyki języka tuvalu.
Geoffrey W. Jackson wspólnie z żoną przetłumaczył książkę Prawda, która prowadzi do życia wiecznego i wydrukował ją na ręcznej maszynie drukarskiej. Pierwszymi publikacjami Świadków Jehowy w języku tuvalu przeznaczonymi do rozpowszechniania były zaproszenia na Pamiątkę oraz traktat „Wiadomości Królestwa nr 30”. Stopniowo w języku tym ukazały się różne broszury oraz niektóre książki. Były one drukowane w australijskim Biurze Oddziału. Informacje o nowych publikacjach podawano w radiu, niekiedy nawet wśród najważniejszych wiadomości.
W roku 1983 australijskie Biuro Oddziału rozpoczęło druk kwartalnego wydania czasopisma „Strażnica Zwiastująca Królestwo Jehowy” w języku tuvalu o objętości 24 stronic. Od stycznia 1989 roku „Strażnica” ukazuje się co miesiąc.
Pod koniec lat 80. XX w. przetłumaczono na język tuvalu książkę Będziesz mógł żyć wiecznie w raju na ziemi. Wyrazy doceniania dla wartości edukacyjnej tej publikacji o tematyce biblijnej wyraził między innymi były premier Tuvalu, gubernator generalny Tomasi Puapua: W imieniu mojego rządu oraz własnym pragnę ze szczególną radością powiedzieć, że ta książka to nowe i istotne uzupełnienie najważniejszych „bogactw” Tuvalu. Powinniście się bardzo cieszyć z roli, jaką w tym odegraliście — to wspaniały wkład w budowanie życia duchowego narodu. Jestem przekonany, że dzieło to na trwałe zapisze się w historii Tuvalu w dziedzinie wydawnictw edukacyjnych.
W sierpniu 1994 roku wybudowano nową Salę Królestwa i większe biuro tłumaczeń. Na uroczyste otwarcie nowego obiektu przybyły 163 osoby, w tym żona premiera. W 2011 roku na kongresie pod hasłem „Niech przyjdzie Królestwo Boże!”, Geoffrey W. Jackson z Ciała Kierowniczego Świadków Jehowy ogłosił wydanie Chrześcijańskich Pism Greckich w Przekładzie Nowego Świata w języku tuvalu.
W 2008 roku około 50 głosicieli prowadziło działalność ewangelizacyjną na Funafuti, Nanumanga, Niutao, Vaitupu oraz Nukufetau. W 2010 roku liczba głosicieli wzrosła do 67, a na Pamiątce śmierci Jezusa Chrystusa było obecnych 251 osób. W 2011 roku zanotowano liczbę 71 głosicieli, rok później – 75, a w roku 2015 – 86.